# Vital do Rêgo
Antônio Vital do Rêgo (Campina Grande, 21 de maio de 1935 – Recife, 2 de fevereiro de 2010) foi um político, escritor, professor e advogado brasileiro que foi deputado federal pela Paraíba por 3 mandatos.

## Biografia
Filho de Veneziano Vital do Rêgo (então deputado estadual e conhecido por Major Veneziano) e Vicentina Figueiredo Vital do Rêgo, era também sobrinho do ex-governador e senador Argemiro de Figueiredo e primo de Petrônio Figueiredo (deputado estadual por 2 mandatos e deputado federal por 3). Formou-se em ciências jurídicas e sociais na Faculdade de Direito do Recife, em 1958. No mesmo ano iniciou sua carreira política ao eleger-se deputado estadual pelo PSD, obtendo 2 691 votos.
Empossado em janeiro de 1959, virou líder do governo Rui Carneiro e integrou ainda a Comissão de Justiça e Orçamento. Nas eleições de 1962, foi eleito deputado federal pela UDN, com 19 945 votos. Assumiu o mandato em abril de 1963 e tornou-se vice-líder da bancada udenista na Câmara dos Deputados.
Com o movimento que derrubou o presidente João Goulart em março de 1964, Vital do Rêgo filia-se à ARENA após o Ato Institucional Número Dois excluir os demais partidos do cenário político, reelegendo-se para um novo mandato de deputado federal, com votação inferior à anterior (16.386). Concorreu à prefeitura de Campina Grande em 1968, pelo MDB (partido de oposição aos militares) ficando em terceiro lugar com 8 415 votos. Em janeiro do ano seguinte, seu mandato foi cassado e teve os direitos políticos suspensos por 10 anos, com base no Ato Institucional Número Cinco, além de ser impedido de trabalhar como professor de Sociologia e chefe do departamento de ciências sociais da UFPB. Após a morte de seu pai em 1969, passou a vestir-se apenas de preto em sinal de luto - embora outras versões mostrassem que a decisão era uma forma de mostrar repúdio aos parlamentares que cassaram o mandato de deputado federal.

## Volta à política
Exercendo atividades jurídicas desde sua cassação, Vital recuperou os direitos políticos em 1979 e foi reintegrado ao quadro de professores da FURNE (atual UEPB), além de trabalhar na USP. Até 1982, era o reitor da FURNE quando ocorreram as eleições municipais em Campina Grande, então governada por Enivaldo Ribeiro, que deixava o cargo com boa aprovação em sua gestão e apoiava a candidatura do ex-deputado, então filiado ao PDS. Mesmo assim, com 28 625 votos, Vital não conseguiu derrotar Ronaldo Cunha Lima, que também voltava a disputar eleições depois de 10 anos afastado da política.
Em 1985, assumiu a presidência da seção paraibana da OAB e, 2 anos depois, foi nomeado procurador do estado da Paraíba no governo Tarcísio Burity. Em 1990, afastou-se do cargo para concorrer a deputado federal pelo PDT, tendo a quinta maior votação estadual. Como vice-líder do partido na Câmara, votou a favor da abertura do processo de impeachment do presidente Fernando Collor de Mello. No pleito estadual de 1994, tentou a reeleição novamente pelo PDT, ficando apenas como suplente - recebeu apenas 8 861 votos, número inferior aos 33.468 que obtivera em 1990. Como prêmio de consolação, um de seus filhos, Vitalzinho, foi eleito deputado estadual pelo mesmo partido.
Retornando à advocacia, Vital envolveu-se na briga envolvendo 2 grupos: um encabeçado pelo ex-governador e então senador Ronaldo Cunha Lima e outro, liderado por José Maranhão, e em 1998 tentou novamente se eleger deputado federal, juntamente com seu filho mais novo, o então vereador Veneziano Vital do Rêgo, que disputaria a terceira eleição na carreira. Enquanto Vital obteve 39.428 votos (insuficientes para ser eleito), Veneziano teve desempenho pífio nas urnas: foram apenas 428 votos recebidos. Em 1999, mostrou-se contrário à privatização da Companhia Energética da Borborema (CELB, atual Energisa Borborema). 
A disputa pelo controle político estadual forçou Ronaldo e o filho deste, Cássio Cunha Lima, a deixarem o PMDB e ingressarem no PSDB em 2001. Contrariando a posição defendida por Vitalzinho e Veneziano Vital do Rêgo, posicionou-se favorável ao grupo do ex-governador.
Ele ainda disputaria a eleição de 2002 pelo PSB, que apoiava informalmente a candidatura de Cássio Cunha Lima ao governo estadual, apesar de ter candidatura própria ao cargo. Com 8.376 votos, não conseguiu ser eleito, ficando fora até da suplência. No ano seguinte, a convite do governador recém-eleito, foi escolhido secretário estadual de Justiça e Cidadania, permanecendo até 2009. Durante a eleição municipal de 2004, ainda chateado com o rompimento eleitoral entre Veneziano e Vital Filho, o ex-deputado apoiou Rômulo Gouveia durante a campanha, porém foi nomeado pelo próprio Veneziano para integrar a equipe secretarial.
A última eleição disputada por Vital do Rêgo foi em 2006, pela legenda do PPS (atual Cidadania). Com 6.497 votos, não foi eleito, ao contrário de Vitalzinho, que foi o deputado federal mais votado da Paraíba naquele ano, com 168.301. Seu último cargo público foi no governo de José Maranhão, quando foi secretário de articulação governamental - na época, estava filiado ao PMDB, sendo o presidente do diretório municipal em Campina Grande de 2009 a 2010.

## Morte
Faleceu no dia 2 de fevereiro de 2010, no Hospital Santa Joana, em Recife, após uma grave infecção renal Até então, era casado com Nilda Gondim, que viria a se eleger deputada federal no mesmo ano.
Além de Veneziano Vital do Rêgo e Vital do Rêgo Filho, era pai da médica Raquel Vital do Rêgo.